# 이창영
하세가와 쇼에이(일본어: 長谷川 昌泳 하세가와 쇼에이[*], 1982년 11월 26일~)는 한국명이 이창영(李昌泳)인 한국계 일본인으로, 오사카 부 출신의 미식 축구 선수이고, 키는 183cm이며, 몸무게는 85kg이다.

## 인물
- 오사카 산업 대학 후조쿠 고등학교에서 미식축구를 시작했다.
- 리쓰메이칸 대학 팬더즈(立命館大学パンサーズ)에선 에이스 리시버로 활동했으며 간사이 학생 리그(関西学生リーグ)의 패스 리시브 획득 야드 제1위를 획득했다.
- 졸업뒤엔 NFL 유럽에서 활동했다.
- 2006년 마쓰시타 전공 임펄스(松下電工インパルス)에 입단했다.
- 원래 그는 재일 한국인이었으나 일본 국적을 취득했다. 2007년에 미식축구 월드컵에 출전했다.

## 같이 보기
- 이충성
- 추성훈
- 정대세